# Атанас Филчев
Атанас (Наса) Д. Филчев е български революционер, деец на Вътрешната македоно-одринска революционна организация.

## Биография
Атанас Филчев е роден във воденското село Месимер, тогава в Османската империя, днес в Гърция. Присъединява се към ВМОРО през 1896 година. За време на Илинденското въстание от 1903 година е воденски районен началник в Солунския революционен окръг. Умира след 1918 година.